# Чепменов пиринчев пацов
Чепменов пиринчев пацов или Чепменов пиринчев хрчак (лат. Handleyomys chapmani, енгл. Chapman's rice rat, рус. Рисовый хомяк Чапмана) је врста глодара из породице хрчкова (Cricetidae). 

## Име
Чепменов пиринчев пацов је назван по америчком орнитологу Френку Миклеру Чепмену.

## Распрострањење
Мексико је једино познато природно станиште врсте.

## Станиште
Чепменов пиринчев пацов има станиште на копну.

## Угроженост
Ова врста није угрожена, и наведена је као последња брига јер има широко распрострањење.

### Популациони тренд
Популациони тренд је за ову врсту непознат.